# Luigi Fantappiè

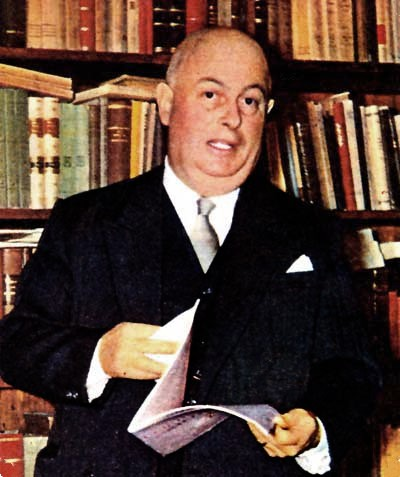
Luigi Fantappiè

Luigi Fantappiè (* 15. September 1901 in Viterbo; † 28. Juli 1956 in Bagnaia) war ein italienischer Mathematiker.

## Leben
Fantappiè erhielt seinen Laurea-Abschluss in Mathematik 1922 an der Scuola Normale Superiore in Pisa bei Luigi Bianchi und war 1925 bis 1927 Assistent von Francesco Severi an der Universität Rom. 1927 wurde er durch Wettbewerb Professor für Analysis an der Universität Cagliari. 1928 wechselte er an die Universität Palermo und 1932 an die Universität Bologna. 1934 bis 1940 war er an der Universität von São Paulo in Brasilien, wo er die Mathematikfakultät mit aufbaute. Ab 1940 war er Professor am Institut für Höhere Mathematik in Rom (Istituto di Alta Matematica).
Er befasste sich wie sein Lehrer Volterra mit Funktionalanalysis und ist hier für eine Übertragung der Cauchy-Integralformel auf mehr als eine komplexe Dimension bekannt (Cauchy-Fantappiè Formeln oder Integrale, manchmal auch zusätzlich nach Jean Leray benannt).
Später befasste er sich mit philosophischen Fragen mit einer übergreifenden Behandlung von Physik und Biologie basierend auf dem Negentropie (Syntropie) Konzept und projektiver Relativitätstheorie (mit der speziellen Relativitätstheorie als Grenzfall).
1929 erhielt er den Mathematik-Preis der Accademia dei XL. Er war Mitglied der Accademia dei Lincei, deren Premio Reale er 1931 erhielt.